# Sonja Licht
Sonja Licht (serbio: Sonja Liht, Соња Лихт, en hebreo: סוניה ליכט‎: סוניה ליכט, nacida en 1947 en Subotica, en serbio: Sonja Liht, Соња Лихт, FPR Yugoslavia) es una socióloga y activista política serbia. Actualmente, es presidenta del Consejo de Política Extranjero en el Ministerio serbio de Asuntos Exteriores. 
Hija de Antun y Susana Licht,  obtuvo un diploma en sociología en la Universidad de Facultad de Belgrado de Filosofía. Actualmente presidenta del Fondo de Belgrado para la Excelencia Política). El objetivo de esa organización no gubernamental es para educar a políticos serbios jóvenes, MPs y dirigentes de partido, para facilitar la transición hacia democracia y afiliación de UE. Sonja es fundadora y presidenta de BFPE.
Anteriormente, por más de una década 1991–2003, fue presidenta de otra organización no gubernamental — Otvoreno Društvo Fondo de Sociedad Abierta, una rama serbia de George Soros que financió al Instituto de Sociedad Abierta. Los editores del Vreme magazín eligió a Licht Persona del Año en 2007.
De 2008 a 2012 fue miembro del Concejo Politika AD. Se le ha otorgado varios premios por su trabajo público.

## Honores y premios
- Legión de Honor, Caballero (Francia).[3]
- Orden de la Estrella de Solidaridad italiana, Caballero (Italia).[4]